# Scutiger ruginosus
Scutiger mammatus là một loài lưỡng cư thuộc họ Megophryidae. Chúng là loài đặc hữu của Trung Quốc.
Các môi trường sống tự nhiên của chúng là các khu rừng ôn hòa, vùng đồng cỏ ôn đới, và sông.